# Relations entre l'Allemagne et la Chine
Les relations entre l'Allemagne et la Chine sont marquées par une coopération et une entente commune sur plusieurs points : par l'exemple l'opposition à la guerre d'Irak de 2003 et à l'intervention militaire de 2011 en Libye.

## Histoire
En 2018, l'Allemagne demande la fermeture des camps de rééducation du Xinjiang supposés enfermer un million de musulmans ouïghours et kazakhs.

## Relations économiques
L'Allemagne est le partenaire économique et exportateur de technologies le plus important d'Europe pour la Chine. Par ailleurs, le montant total des investissements allemands en Chine se classe en deuxième position, derrière le Royaume-Uni.
La Chine est le deuxième partenaire commercial le plus important de l'Allemagne en dehors de l'Union européenne, après les États-Unis. Le volume des échanges commerciaux entre la Chine et l'Allemagne ont dépassé les 100 milliards de dollars USD en 2008.